# Missデビル 人事の悪魔・椿眞子
『Missデビル 人事の悪魔・椿眞子』（ミスデビル じんじのあくま・つばきまこ）は2018年4月14日から6月16日まで日本テレビ系の土曜ドラマ枠で放送された日本のテレビドラマである。主演は菜々緒。

## あらすじ
新入社員斉藤博史は志望していた共亜火災保険に入社でき、希望に満ち溢れていた。しかし、その希望は新入社員研修で打ち砕かれる。研修を担当した人事コンサルタントの椿眞子は、新入社員たちに退職届を書かせると、「50人の新入社員を10人まで減らす」と宣言し、新入社員たちに過酷な課題を施す。椿が課す課題に意味を見いだせない新入社員たちは次々と脱落していき、11人にまで減ってしまう。さらに、椿の課題とグループ内のいじめに耐え切れなくなった、南雲陽一が自殺をはかってしまう。
南雲は幸い一命をとりとめたが、椿は平然と「あと1人減らしたいので、やめさせるべき人物1名の名前を各自書くように」と残った新入社員に告げる。椿の態度に反発を覚えた斉藤は椿の名前を書いて提出する。椿は5人の投票があった者をやめさせると告げていたが、5人の票を集めた人物がいなかったとして、やめさせるべき1名として日下部剛を指名する。日下部は成績優秀な新入社員だったが、財務省局長である父の権威をかさにきて、南雲を執拗にいびり、それをいさめる斉藤にも嫌がらせを繰り返しており、椿はそれを見抜いていたのだ。逆上する日下部だったが、椿の迫力に圧倒されて、退職届を提出することを承諾する。
新入社員研修を生き残った斉藤は新設された人材活用ラボに配属される。そこの室長は社長の大沢友晴によって共亜火災保険に招聘された椿であった。椿は斉藤がやめさせるべき人物として自分の名前を書いたことが印象深かったので自分の下に配属させたと告げ、これから会社の立て直しのためにリストラを手伝うよう通告する。

## 登場人物

### 共亜火災
椿眞子（つばき まこ）  / 鬼頭舞子（きとう まいこ）〈29〉
演 - 菜々緒（幼少期：菊地麻衣）
本作の主人公。
外部からの人事コンサルタントとして新入社員研修を担当。その後、人材活用ラボ室長となり、新入社員の斉藤博史の実質的な直属の上司となる。19歳で渡米したほか、それ以前の経歴は一切不明である。アメリカでは「Missデビル」と呼ばれていた。
頭脳明晰で他人の行動を読む能力に秀でいるほか、自宅にはサンドバッグやトレーニング機具も備えているからか、身体能力が高く、前述の不正を働いたまたは他者に危害を加えようとした男性社員に対しては回し蹴りをし、制裁を加える。また常に無表情であるほか、自分の考えに異を唱える者は「おだま（黙）り!」と一喝する。一方、稀に相手によっては笑顔で接する。
新入社員には入社の初日から退職願を書かせ、次々と過酷な研修を課して容赦なく脱落させていく。何故か社員の個人情報を熟知し、且つ不正を働く社員のことを正確に見抜いており、そのことを調べ上げたうえで本人に提示し「あなたにはこの会社を辞める権利があります」と便箋を差し出して退職を迫る。
人事部長の伊東に後述の簑島課長をリストラするのかと問われた時には「守秘の権利があります」とも答えた。
斧ヶ崎の絶壁に建っていた「ホテルアックス」が全焼し、椿のみが生き残ったと思われるフラッシュバックが劇中で幾度か表れ、何らかの過去が示唆されていたが、第9話でホテルアックスの支配人・鬼頭の娘であることと本名が「鬼頭舞子 (きとう まいこ)」であることが判明した。
第9話にて、第8話終盤で制裁を加えた縣が遺体で発見され、警視庁の一之瀬に偽証罪を仄めかされた博史が事実をすべて白状してしまったことにより重要参考人として警察に連行されてしまうが、第9話終盤にて本橋が自首し、縣が制裁を加えられた後に死亡したことが分かり、容疑が晴れた。
最終的に大沢が罪を償ったことにより、「父を探し続けること」を理由に退職した。
斉藤博史（さいとう ひろし）〈23〉
演 - 佐藤勝利（Sexy Zone）
本作のもう一人の主人公。
新入社員。長野中央大学を卒業。血液型はA型本作は彼の目線で描かれている。
新入社員を選別する椿の投票のやり方に異を唱え、唯一、椿の名前を書いたために逆に気に入られ、研修後に人材活用ラボに配属され、椿の指示で社内の様々な部署に研修に赴き、リストラの対象となりうる人材を探る。
椿とは異なり、リストラ対象となった者には基本的に同情し、回避しようと努力する。
父・修が事故で車椅子での生活となり、無事に保険金が下りて家族が助かったために保険業界を志す。
社内で、気になっている相手である真冬と話した際には、「最後に彼女と別れたのは1年前」と言っていたが、椿には「大学2年生のときに最後の彼女・高橋麻里と別れて以来、丸3年間恋人がいない」と見抜かれる。
最終話では人事部長の伊東と社長の大沢の不祥事の謝罪会見を見届け、規模を縮小して多くの社員が去った共亜火災に居留まる。
伊東千紘（いとう ちひろ）〈40〉
演 - 木村佳乃
人事部長。当初は会社に新しい風を吹き込むために椿を迎え入れるのには賛成していたが、椿がおこなった新入社員研修の内容を知ったのち、椿のやり方に異を唱え、彼女と対立するようになる。しかし、話が進むごとに徐々に椿のやり方に理解を示しはじめる。また、自身が何度か危機に陥ったときには椿に助けられている。
採用試験のときには、博史の志望理由を最も熱心に聞いていた。
後述の簑島はかつての部下であり、彼が後述の不正を働いたときには上層部に掛け合い現部署へ異動させたが、その後も食事に誘うなど、何かと気にかけていた。
第6話で後述の広報宣伝部部長・寺田が部内で行っていた嫌がらせの実態を知り、寺田に事情説明を求めるとともに、部の女性社員に対しては人事部長として謝罪した。
かつて幽霊部員ながら薙刀部に所属していたため、第7話では無意識ながらその実力を奮う場面がある。
第8話終盤では恨んでいた実の父親が尊敬する喜多村だと判明するものの、混乱してしまう。最終話で柴崎から喜多村と母が別れた経緯を聞かされ、和解。
最終話の終盤では、共亜火災の偽装事件が明るみとなり、規模縮小で再始動した共亜火災の新社長となった（秘書は会長秘書だった柴崎が担当）。
本橋瑞希（もとはし みずき）
演 - 瀬戸さおり
社長秘書。
第9話の終盤にて、縣殺害の件で自首した。
柴崎亮（しばさき りょう）
演 - 猪野学
会長秘書。
喜多村の指示で伊東の身辺を調査した際に得た情報を、大沢に話してしまった。
最終話の終盤では、共亜火災の偽装事件が明るみとなり、規模縮小で再始動した会社では社長秘書となった。
関内秀臣（せきうち ひでおみ）
演 - 山本直寛
新入社員。第9話で「ようこ」という女性と親しげに電話しており、堀と恋愛関係になっていることが示唆されている。（ただし作中では明確な描写は無い）
南雲陽一（なぐも よういち）〈第1話-第5話・最終話〉
演 - 前田航基
新入社員。博史と親しい。
過酷な研修や同僚からのイジメに耐えきれず、飛び降りた。しかし幸い樹木が緩衝材になったことで大怪我は免れ、イジメの元凶である日下部も椿に粛正されたため研修を生き残り、無事に本社に配属された。
第4話の終盤に大沢を刺殺しようとして、椿の制裁を受ける（20年前、父親が経営していた「明新ゴム化学工業」の事故で共亜火災から保険金が支払られず家庭も崩壊し、当時担当した大沢を逆恨みしたため）。入院した後、博史の説得により共亜火災を去った。
最終話では博史の他、真冬や関内らとも久々に会い、「うどん屋で笑顔で働いている」と楽しそうに話していた。
藤堂真冬（とうどう まふゆ）〈22〉
演 - 白石聖
新入社員。博史と同期入社で総務部配属。博史と親しい。
幼い頃より成績優秀。都内有数の進学校である富山高等学校から桜田大学経営学部へと進み、ここでも非の打ち所の無い成績を納める。
第8話において、父の介護を理由に退職しようとしたが、椿から「優秀であるが故に自分のミスを認められない性格により、部署に居ずらさを感じ、父の介護を理由に逃げようとしているだけ」であることを指摘され、「（それが事実なら）あなたにこの会社をやめる権利はありません」と一喝される。その後、父と博史の説得により会社に残ることを決めた。
堀陽子（ほり ようこ）
演 - 堀桃子（第1話・第4話・第6話・最終話）
総務部新入社員。
きょうあ君
演 - サタボー（第1話・第5話-第7話）
共亜火災のマスコットキャラクター。第7話ではCFDに現れ、そこで甘露路の部下に襲われ危機に陥った椿を救った。
大沢友晴（おおさわ ともはる）〈57〉
演 - 船越英一郎
社長。会社立て直しのために椿を招聘する。喜多村とは反りが合わない。
かつて喜多村の指示で伊東と交際していた。
博史の父・修にも何らかの繋がりがある模様。
第9話終盤でホテルアックス事故の保険金詐欺をおこなった張本人であることが判明した。
最終話序盤にてアメリカへ出張するが、その目的が、保険金詐欺のゴシップにより、経営が急激に傾いていた共亜火災を存続させるための契約を取ってくるためであったことが判明し、終盤の記者会見ののち、縣の死体遺棄と共亜火災の偽装事件の2件を償うことを決め、警察に逮捕された。
喜多村完治（きたむら かんじ）〈72〉
演 - 西田敏行
会長。「社員はすべからく家族である」と考えており、社員らに厳しく接する椿をたしなめる。
実務からは退いており、大沢のやり方などに不満を持つ社員たちの相談に乗っている（が、話は回りくどい）。
椿には「あなたはどちらの風か」と問う。
第8話では、伊東の実父であることを伊東の目の前で大沢に明らかにされた。
第9話の終盤にて突如倒れてしまうが、最終話で意識を取り戻し、新社長となった伊東に共亜火災を託した。

### 人材活用ラボ
沖津周平（おきつ しゅうへい）〈34〉
演 - 和田正人
当初は人事部所属だったが、過酷な研修に耐えきれずに辞めていく新人たちには何もできずにいた。
ラボに所属となってからは国本と気が合うようで、よく雑談している。
国本要二（くにもと ようじ）
演 - モロ師岡
元施設課。
機材の改造はお手の物。18歳の妻がいるらしい。
花村優梨子（はなむら ゆりこ）
演 - 山田キヌヲ
元経理課。
帳簿などから社内のカネの動きや不正を見抜く能力に秀でる。
田部栞奈（たべ かんな）
演 - 水沢エレナ
元IT推進課。
社内のコンピューターをハッキングし、部長に対する通達を盗んでいる。その腕を生かし、後述の吉田のパソコンをハッキングし、SNSの内容を社内にばら撒いた。

### 斉藤家
斉藤聡子（さいとう さとこ）
演 - 山下容莉枝
博史の母。
夫の危険を感じ、縣と関係性があると思ったために脅迫状を送った（脅迫状の件は、縣は椿が送ったと思っており、共亜火災の人間は全く送り主を知らない）。
最終話にて修とともに警察に脅迫状を送った件を話し、そのことを博史と茜にも話した。
斉藤茜（さいとう あかね）
演 - 関屋利歩
博史の妹。
「ディズニーランドは東京にある」と思っている呑気な性格。博史には専らカネコと呼ばれて嫌がっている。第4話において、そのあだ名が解決の糸口となる。
斉藤修（さいとう おさむ）〈56〉
演 - 鶴見辰吾
博史の父。事故で足が不自由となり、車椅子で生活している。
共亜火災の大沢とは繋がりがあり密会もしているが、共亜火災や博史には気付かれていない。
博史に会社を訪ねたところを見られていたことと研修先のパソコンデータに来客履歴があったことを知らされたときには「大沢とは大学の山岳部の同期で、博史の様子を見に来たついでに来客した」と誤魔化した。
第9話では、縣と関係があったことを警視庁の一之瀬に気付かれ、正直に話した。

### その他
縣雄二（あがた ゆうじ）〈第8話 ★〉
演 - 大高洋夫（第3話 - 最終話）
かつて共亜火災保険と契約していた調査会社の元社長。椿が夜毎尾行していた。
第7話の終盤にて、貸金庫の契約解除が椿の仕業だと思い込み、彼女を脅して「鬼頭舞子」と呼んだ。
第8話の終盤にて証拠写真を返してもらうために椿を訪問したが、鑑定に出されていたために、殺害を企んだが、彼女の制裁の餌食となった。
第9話にて、撲殺体で発見される。
最終話では、殺害される前に大沢を呼び出し、「『ホテルアックス』の偽装と、保険金詐欺の件をバラされたくなければ五億用意しろ」と脅迫していたこと、その直後に本橋にコンクリートブロックで撲殺され、大沢と本橋によって遺棄されたことが判明する。

### ゲスト
★は椿から直接制裁を受けた者、◎はその他の方法で制裁を受けた者、☆は不正行為を行い退職願の提出を迫られた者、◇は不正行為を行い懲戒解雇となった者、□はその他の理由で退職した者

#### 第1話
日下部剛（くさかべ つよし）★☆
演 - 森永悠希
財務省局長の息子。成績優秀だが傲慢かつ唯我独尊の性格であり、同じグループに属する南雲を狙い撃ちして苛め抜き、さらに博史に嫌がらせをするよう強要した。しかし南雲に暴力をふるっている様子を椿に盗撮され、いじめに興じるような精神の幼さと暴力行為を理由に事実上の解雇を通告される。逆上して椿に襲い掛かるが逆に返り討ちにあい、退職届を提出することを承諾させられるという、権力の後ろ盾を悪用した自身の傲慢から来る自業自得の末路を迎えてしまった。

#### 第2話
小早川夏月（こばやかわ なつき）〈38〉☆
演 - 中越典子
共亜火災保険企画営業部第2営業部主任。明るい性格で、後輩の面倒見が良い。部長の浅岡によるセクハラの被害者であり椿に同情される。
末期がんの夫（演 - 鈴木拓）の治療費を工面するため、顧客の契約をいったん解除し、もう一度結び直すというやり方で実績を水増しするという不正に手を染めており、椿ら人材活用ラボのメンバーに不正の事実をつかまれ、退職届の提出を強要される。
椿を「悪魔」と罵っていたが、退職したことで夫との残された時間を共に過ごすことの大切さに気づき、会社に私物を取りに来た際には博史に「夫と最期の日を共に迎えられる」とふっきれた表情で語った。
児島昭利（こじま あきとし）
演 - チャンカワイ
共亜火災保険第2営業部社員。板橋区大山3-38-5 サンカラット307号室在住。既婚。妻は専業主婦のため、一家の家計を担っているが書類の不備などが多く、営業部内ではお荷物扱いされている（が、他社員と比較すると能力が劣っているわけではない）。
浅岡章二（あさおか しょうじ）〈49〉★
演 - 神保悟志
共亜火災保険第2営業部部長。途中入社組。1968年12月3日生まれ。2003年4月1日入社。港区白銀南4-6-1 トロジマンション白銀1101号室在住。仕事は出来、外見も良いため、女性社員からの人気は高い。一方で美女に目がなく、小早川にセクハラを行っていた。椿の誘惑にひっかかり、セクハラを行おうとしたところを証拠映像として撮影され、二度と行わないよう、椿から厳命された。

#### 第3話
簑島譲（みのしま ゆずる）〈38〉★☆
演 - 金子貴俊
損害サービス部課長。1979年10月14日生まれ。2002年4月1日入社。社員番号：0027052。杉並区西中永福2-58-1 サークルペースト504号室在住。以前は営業部に所属しており、伊東の部下であった。
部下のやるべき仕事まで一人で背負い込み、過重労働であることを椿に指摘された。部下の吉田が度々自身の指示に従わないため襲おうとし、椿の制裁を受けた。その後、営業部時代に顧客の契約書を書き換える不正をしていたことを追及され、辞職に追い込まれた。
退職後は料亭の見習いに転職しており、伊東が店を訪れた際は（薄給への不満を口にしつつ）いつか店を持った暁には彼女に来客第一号になる様に懇願した。
吉田忍（よしだ しのぶ）〈27〉◎
演 - 前田公輝
損害サービス部社員。1990年7月1日生まれ。2013年4月1日入社。港台区6-13-2 レ・ボワール107号室在住。いわゆるゆとり世代であり、何かと理由をつけて職務を放棄する問題社員。
当初は職務の放棄ぶりを博史に怪しまれ、リストラ候補に上げられたが、椿は却下した。簑島が退職した数日後、人事活用ラボの田部によるハッキングによってSNSの裏アカウントのつぶやきを暴かれた。その事後はどうなったのか不明。
尾上健治（おのうえ けんじ）〈50〉
演 - おかやまはじめ
損害サービス部部長。働き方改革の一環で「残業ゼロ」を推奨している。
外面は良いが、部下のことは見えていない。吉田の対応に手を焼いている簑島を叱責するばかりか、何かにつけて彼に仕事を押し付けている。

#### 第4話
中山花憐（なかやま かれん）
演 - 筧美和子
総務部社員。仕事中でも私語を多用している。恋多き女とも言われどんな男でもすぐに話しかける、いわゆる肉食系女子に近い。特に総務部に短期研修に来た博史には、研修前の会社の飲み会から積極的にアプローチをかけていた。
しかし第4話終盤にて椿の制裁を見たあとは伊東に諭されたこともあって真面目に仕事を取り組むことになる。また、同じ部に所属する真冬によると、椿や伊東のような女性になりたいと願い、合気道を始めた。
梨木英雄（なしき ひでお）
演 - 水橋研二
総務部課長。女装の趣味がある。
高木繁克（たかぎ しげかつ）★◇
演 - 川久保拓司
営業企画部社員で花憐と付き合っている。ハンドルネームは「かっちゃん」
実はライバル会社「バーゼル損害保険」のスパイであり、そのことを椿に見抜かれて制裁を受け、「あなたは懲戒解雇に値します」と断罪された。
湊友恵（みなと ともえ）
演 - 坂本三佳（第6話）
宣伝広報部課長。第6話では、妊娠中の同じ部で働く唯香をサポートする。終盤において彼女が退職を決め挨拶をした際、それまでの苦しみを理解できなかったことを詫びた。

#### 第5話
瀬登広幸（せと ひろゆき）★☆
演 - 小林隆
審査部担当部長。温厚な性格で部下の信頼も厚い仕事人間。熟睡の感覚を忘れる程夜は殆ど寝ておらず、医師からも検査を受ける様に宣告されていた。当時、営業部が断り切れず反社会的勢力から契約させられた案件を取り消す為に、密会や経費と偽って複数回金を渡していた法令違反の事実を椿に掴まれる。博史を人質に取り解雇取り消しを訴えるも彼女の制裁を受ける。退職後は、それまで存在していることすら知らなかった喫茶店に通ったり、よく眠れるようになるなど、余裕がもてるようになった。

#### 第6話
吉武唯香（よしたけ ゆいか）〈30〉□
演 - 篠田麻里子
宣伝広報部の社員で現在は妊娠3ヶ月。今秋から産休・育休を申請しており、休業予定。共亜火災「子育て支援制度」の取材で取り上げられることになったが、その取材と周囲からのやっかみが原因のストレスによる貧血で倒れてしまった。その後何とか復帰したが寺田が取材を引き続き受けさせようとした際に、椿の調査によって、実は妊娠したのち退職届を出していたが、取材を優先した寺田が受け取らなかった上に“逆マタハラ”呼ばわりされて怒鳴られるというパワハラ行為を受けていた事実が判明する。また、吉武の夫が大手企業に勤めているため、収入が安定しており吉武自身が仕事をやめても充分に生活していけることを指摘され、最終的には「あなたは仕事をサボって楽をしている」という椿の嘘により退職を勧められて退職した。
寺田仁郎（てらだ じろう）〈49〉★
演 - 湯江タケユキ
宣伝広報部の部長。1968年12月7日生まれ。1991年4月1日入社。渋谷区道縁坂3-2-9在住。なりふり構わず「子育て支援制度」の取材を優先させ、唯香に無理をさせている。その後椿によりテレビ放送での裏の顔がバレて逆ギレし、攻撃しようとしたところで彼女の制裁を受けた。その後どうなったかは不明だが、伊東に事情説明を求められた。
阿部陽一（あべ よういち）
演 - 谷田部俊 (我が家)
テレ日放送局のプロデューサー。共亜火災「子育て支援制度」の取材担当者。
笹本理子（ささもと りこ）
演 - 笹崎里菜（日本テレビアナウンサー）
テレ日放送局のアナウンサー。共亜火災「子育て支援制度」の取材担当者。
赤城（あかぎ）
演 - 青木源太（日本テレビアナウンサー）
テレ日放送局のアナウンサー。
松原響（まつばら ひびき）
演 - 渋谷謙人
テレ日放送局のディレクター。共亜火災「子育て支援制度」の取材担当者。

#### 第7話
甘露路慶治（かんろじ けいじ）★◇
演 - 袴田吉彦
昨年創設されたばかりのCFDのリーダー。各部署のエリートが集まる部署であり、CFDを取りまとめている。典型的な仕事人間であるが、今の日本の働き方改革ではいずれ会社や国を衰退させる起因になると憂い、低迷している現在の共亜火災を業界一位に押し上げるために現在の部署の部下たちを残業アジトに集結させ、洗脳に近いほど四六時中缶詰状態にさせてまで働かせるという常識を逸脱した思想を持っている、いわゆるワーカホリズム。
その後、人材活用ラボの部署に残業アジトがばれ、潜入した椿と伊東を拘束し、罰として部下が鉄の棒で殴ろうとしたところを椿たちの計画で阻止され、トドメを刺そうとしたところで先に潜入していた博史の機転を受け、たじろいだところを彼女の制裁を受けた。この後に伊東に懲戒解雇を勧告され、共亜火災保険に居場所がなくなった他、CFDも廃部された。
里中純（さとなか じゅん）〈36〉
演 - 永岡佑
沖津の同期で博史の指導係の社員。1982年4月20日生まれ。2006年4月1日入社。東京都中央区西京橋5-35-3 シームターン1103号室在住。沖津とは同じ部署で働いていたこともあった。仕事中に突然倒れ、定時退社しているにもかかわらずほとんど自宅に帰っていないことが判明した。このことが問題視され、残業アジトがあるのかと捜査され、残業アジトを突き止めて潜入した椿と伊東が甘露路に拘束される始末となる。
甘露路が伊東に懲戒解雇を勧告された後、沖津が病院に行ったときは体調が回復しており、共亜火災保険への復帰が近々できる状況にある。
里中梨花子（さとなか りかこ）
演 - 深谷美歩
里中の妻。料理が得意。沖津とは結婚式のときに知り合い、家に呼んだりするようになった。

#### 第8話
藤堂悟（とうどう さとる）
演 - 石橋保
真冬の父。
ある日 倒れて入院し、命に別状は無かったものの、日常生活に支障が出る状態となってしまう。妻も体が弱く、会社を辞めて面倒を看ようとする娘の真冬を制止する。

#### 第9話
一之瀬賢治（いちのせ けんじ）
演 - 小市慢太郎
警視庁刑事。椿を縣殺害容疑で逮捕し、家宅捜索の礼状を出そうとしたが、大沢社長秘書の本橋が自首したため、椿を釈放した。椿の逮捕に至る前に、大沢社長や社員数名に事情聴取をしたが、事件当日や事件前後に縣に会った様子は得られず、椿の部下の博史に偽証罪を宣告し、偽証罪の意味を知らなかった博史から椿と縣の関係を聞き出した。
宮田智子（みやた ともこ）
演 - 関めぐみ
警視庁刑事。一之瀬と一緒に縣殺害の捜査をしていた。一之瀬の部下の刑事。

#### 第10話
曽我部真紀人（そがべ まきひと）★
演 - 堀部圭亮
投資会社「グッドマンキャピタル」CEO。
共亜火災に出資を申し出るが、実態は共亜火災を乗っとる算段だった。
その後、記者会見でホテル「アックス」事件の真実を語ろうとした伊東や、その隣にいた博史を部下に力ずくで阻止させようとするが、直後に来た眞子に部下もろとも制裁されて失敗する。
横山雄一郎（よこやま ゆういちろう）
演 - 遠山俊也
共亜火災保険副社長。眞子に「無害でイエスマン」と評される流されやすい人物。
グッドマンキャピタル参入による新体制下での「社長」就任を目論んでいたようだが、ホテル「アックス」の件が写真集にすっぱ抜かれたことにより、曽我部から社長になるには不祥事が外部に漏れないようにしろと言われていた。
リポーター
演 - 永見佳織（静岡第一テレビアナウンサー）
静岡第一テレビでは、当作品の番宣CMとして、共亜火災保険を静岡第一テレビに置き換え、同局のアナウンサーなどがそれぞれの役になりきり、本家の予告編を出来る限り再現したパロディのCMを制作。永見はパロディ版で椿役を担当。
パロディ版のCMは同局のSNS（ツイッター・YOUTUBEなど）で見ることができ、これが本家のスタッフ・出演者の目にとまり、それが縁での出演となった。なお、その際に本家の椿を演じた菜々緒と「ダブル椿」で登場するCMも作られ放送された。
男性（名前不明）★
終盤でひったくりを犯した男。犯した後必死で逃げるが椿の罠に引っかかり、たじろいだところで椿の制裁を受けた。その後どうなったかは不明。このドラマにおいて最後の制裁になった。

## スタッフ
- 脚本 - 山浦雅大、藤平久子
- 音楽 - 井筒昭雄
- 主題歌 - 安室奈美恵「Body Feels EXIT（from AL「Finally」）」（Dimension Point）[注 7][注 8]
- 挿入歌 - Sexy Zone「イノセントデイズ」（ポニーキャニオン）
- 法律監修 - 相澤恵美
- ガーデンデザイン監修 - 正木覚
- スタントコーディネーター - 釼持誠
- 企画 - 鈴木亜希乃（AXON）
- チーフプロデューサー - 福士睦（日テレ、- 第7話）、池田健司（日テレ、第8話 - ）
- プロデューサー - 森雅弘（AXON）、本多繁勝（AXON）
- 演出 - 佐久間紀佳、小室直子、本多繁勝（AXON）
- 制作協力 - AXON
- 製作著作 - 日本テレビ

## 放送日程
| 各話                                                                        | 放送日  | ラテ欄                                          | 脚本     | 演出       | 視聴率 |
| --------------------------------------------------------------------------- | ------- | ----------------------------------------------- | -------- | ---------- | ------ |
| 第1話                                                                       | 4月14日 | 美しき人事のヒロインが悪を斬る痛快お仕事ドラマ! | 山浦雅大 | 佐久間紀佳 | 9.6%   |
| 第2話                                                                       | 4月21日 | セクハラ上司に美脚ハイキック!                   | 山浦雅大 | 佐久間紀佳 | 8.1%   |
| 第3話                                                                       | 4月28日 | 口だけ上司&生意気部下を叩け!                    | 山浦雅大 | 佐久間紀佳 | 8.8%   |
| 第4話                                                                       | 5月05日 | 謎のミッション!? 極秘恋愛司令                   | 藤平久子 | 小室直子   | 6.8%   |
| 第5話                                                                       | 5月12日 | 仕事中毒に喝! 悪魔涙の退職願い!                 | 山浦雅大 | 本多繁勝   | 7.2%   |
| 第6話                                                                       | 5月19日 | マタハラは許さない 悪魔の成敗!                  | 藤平久子 | 小室直子   | 9.3%   |
| 第7話                                                                       | 5月26日 | 恐怖の残業カルト集団を倒せ!                     | 山浦雅大 | 佐久間紀佳 | 7.8%   |
| 第8話                                                                       | 6月02日 | 暴かれる悪魔の秘密 運命の絆!                    | 山浦雅大 | 小室直子   | 7.6%   |
| 第9話                                                                       | 6月09日 | 悪魔が容疑者!? 運命の罠と戦え!                  | 山浦雅大 | 佐久間紀佳 | 7.5%   |
| 最終話                                                                      | 6月16日 | 今夜全てが明らかに悪魔の涙!                     | 山浦雅大 | 佐久間紀佳 | 9.3%   |
| 平均視聴率 8.2%（視聴率はビデオリサーチ調べ、関東地区・世帯・リアルタイム） |         |                                                 |          |            |        |

- 第1話は、22時 - 23時9分の15分拡大放送。